# Прапор аборигенів Австралії
Прапор аборигенів Австралії (англ. Australian Aboriginal Flag) — це прапор, який використовується аборигенами та, почасти, іншими корінними народамиАвстралії. Розроблено художником-аборигеном Гарольдом Томасом та затверджено в 1971, разом із прапором островів Торресової протоки, щоб сприяти примиренню та визнанню важливості та прийняття прапора австралійською спільнотою. Два прапори часто вивішуються разом з австралійським національним прапором.

## Дизайн
Прапор розроблений у 1971 дизайнером Гарольдом Томасом, з племені Luritja, під час перших спроб аборигенів заявити свої права на землю. Під час організації «посольства аборигенів» у 1972, прапор обраний офіційним прапором аборигенів Австралії, а 14 липня 1995 його визнали другим офіційним прапором Австралії, при цьому в 1997 Гарольд визнаний автором прапора та отримав всі авторські права на нього.
Прапор являє собою дві горизонтальні рівновеликі смуги чорного (згори) та червоного (знизу) кольорів, із золотим колом посередині. Чорний колір символізує аборигенів Австралії, червоний — ґрунт Австралії та вохру, що використовується в церемоніях аборигенів, а жовтий — сонце, народження життя та захист.

Автор прапора Томас зазначив, що чорний колір символізує «чорну свідомість, усвідомлення чорношкірих,  гордість за свою чорноту». Інші кольори жовтого та червоного були взяті з переважаючих кольорів, що використовуються для оздоблення поховальних урн-стовбів. Томас також пояснив, чому чорний колір був розміщений над червоною смугою:
Я хотів зробити це тривожним. За нормальних обставин темніший колір був би знизу, а світліший зверху, і це було б помітно доречно для будь-кого, хто на це дивиться. Це не турбувало б вас. Шокувати глядача тим, що це зверху, мало подвійну мету — збентежити  ... Іншим фактором, чому я розмістив це зверху, було те, що аборигени ходять по землі.
 Нова Перріс та соціальна працівниця Тіла Драм-Батлер, інтерпретували червоний колір як символ крові, пролитої аборигенами. 
Оригінальний дизайн був у пропорції 2:3, а не 1:2, щоб зробити прапор більш «квадратним», оскільки Томас вважав, що австралійський прапор у співвідношенні 1:2 занадто довгий

## Історія та використання

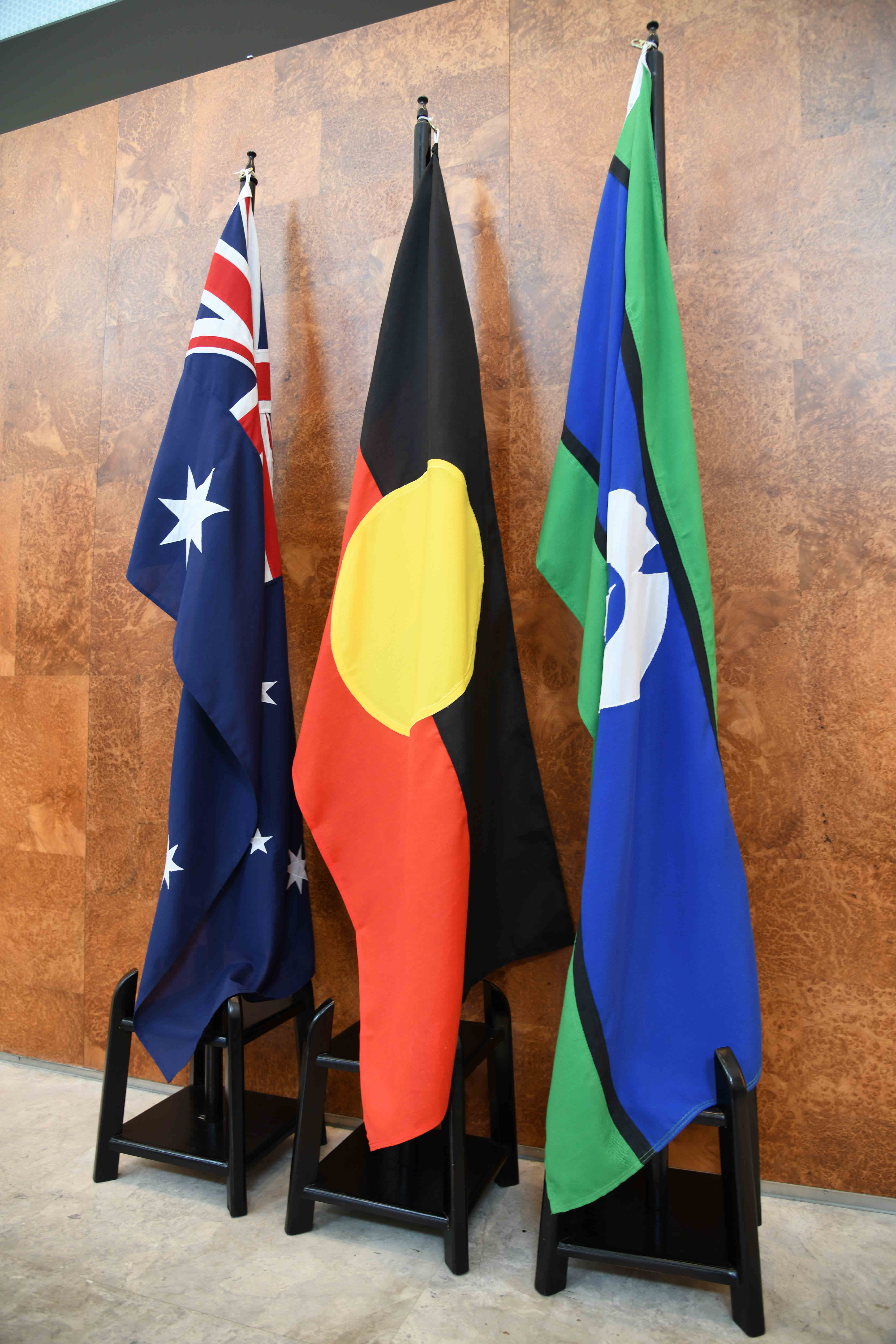
Австралійський національний прапор та прапори аборигенів і островів Торресової протоки на офіційних заходах

Прапор вперше вивішений в Аделаїді. Прапор аборигенів у 1995 став офіційним. Тепер навіть у школах він висить поруч з Австралійським державним прапором. Після отримання авторських прав Томас присудив права виключно Carroll & Richardson – Flagworld Pty Ltd та Birubi Art Pty Ltd для виробництва та маркетингу прапора та продуктів із зображенням прапора. Останнім часом австралійські «республіканці» (противники домініонального статусу «Зеленого континенту») дискутують питання про надання «Прапору аборигенів» статусу державного прапора — замість нинішнього, чий дизайн походить від британського «Юніон-Джеку».
Прапор був вивішений над мостом Харбор-Брідж у Сіднеї під час маршу за примирення 2000 року та багатьох інших заходів, включаючи День Австралії . 4 лютого 2022 року уряд Нового Південного Уельсу оголосив, що прапор буде знаходитися на мосту Харбор-Брідж назавжди. 
У 2001 році, на честь 30-ї річниці прапора, тисячі людей взяли участь у церемонії, під час якої прапор було пронесено від Парламенту Південної Австралії до площі Вікторії.
Після федеральних виборів в Австралії 2022 року, новий лейбористський уряд Ентоні Албанеза почав демонструвати прапор аборигенів та прапор аборигенів островів Торресової протоки поряд з національним прапором на міністерських прес-конференціях.

## Використання компанією «Google»
26 січня 2010 в день Австралії, компанія «Google» встановила тимчасовий логотип — дудл, на головній сторінці свого пошуку, який обраний внаслідок конкурсу «Doodle 4 Google», проведеного в 2009, переможцем якого стала 12-річна ссі Ду зі штату Новий Південний Уельс. Однак, через те, що Гарольд Томас не дав свого дозволу на безкоштовне використання прапора, Google був змушений прибрати цей елемент малюнка. Своє рішення автор прапора мотивував тим, що «Google» є комерційною організацією та цілком може собі дозволити заплатити за використання прапора на логотипі, але замість цього попрохала використовувати прапор безоплатно, відхиливши варіант оплати.

## Див.також
- Прапори Австралії
- Етнічний прапор